# Boudewijn Derkx
Boudewijn Derkx (17 juli 1986) is een Nederlandse dammer die als jeugddammer is opgegroeid bij Damvereniging Denk en Zet Culemborg en met die club Nederlands kampioen werd in de seizoenen 2002/03, 2004/05 en 2006/07. Hij werd juniorenwereldkampioen in Triëst in 2003. 

## Nederlands kampioenschap
Hij nam deel aan het Nederlands kampioenschap dammen in Soest 2007 (met een 6e plaats), Emmeloord 2008 (12e), Huissen 2009 (gedeelde 6e) en Emmen 2010 (11e).